# Condado de Kennebec
El condado de Kennebec es un condado del estado de Maine, Estados Unidos. Tiene una población estimada, a mediados de 2023, de 127 259 habitantes.
La sede del condado es Augusta.

## Geografía
Según la Oficina del Censo, el condado tiene una superficie total de 2464 km², de los cuales 2247 km² corresponden a tierra firme y 217 km² están cubiertos de agua.

### Condados adyacentes
- Condado de Somerset (norte)
- Condado de Waldo (este)
- Condado de Sagadahoc (sur)
- Condado de Lincoln (sur)
- Condado de Androscoggin (suroeste)
- Condado de Franklin (noroeste)

## Demografía
Según la estimación 2018-2022 de la Oficina del Censo, los ingresos medios de los hogares del condado son de $64,083 y los ingresos medios de las familias son de $80,836. Los ingresos per cápita en los últimos doce meses, medidos en dólares de 2022, son de $36,009. Alrededor del 12.2% de la población está por debajo de la línea de pobreza nacional.

## Ciudades
- Augusta
- Gardiner
- Hallowell
- Waterville

## Municipios
- Albion
- Belgrade
- Benton
- Chelsea
- China
- Clinton
- Farmingdale
- Fayette
- Litchfield
- Manchester
- Monmouth
- Mount Vernon
- Oakland
- Pittston
- Randolph
- Readfield
- Rome
- Sidney
- Vassalboro
- Vienna
- Wayne
- West Gardiner
- Windsor
- Winslow
- Winthrop

## Territorios no organizados (unorganized territories,UT)
- Unity

## Lugares designados por el censo (census-designated places,CDP)
- Clinton
- Farmingdale
- Oakland
- Winthrop

## Otras localidades
- South China